# Лоуелвил (Охајо)
Лоуелвил (енгл. Lowellville) град је у америчкој савезној држави Охајо.

## Демографија
По попису из 2010. године број становника је 1.155, што је 126 (-9,8%) становника мање него 2000. године.
| Група             | 2000.         | 2010.         |
| Белци             | 1.254 (97,9%) | 1.128 (97,7%) |
| Афроамериканци    | 1 (0,1%)      | 3 (0,3%)      |
| Азијати           | 1 (0,1%)      | 2 (0,2%)      |
| Хиспаноамериканци | 18 (1,4%)     | 14 (1,2%)     |
| Укупно            | 1.281         | 1.155         |